# Pomul vieții
Pomul vieții sau Arborele cosmic este un simbol religios universal și creștin.

## Introducere: simbolurile
Cultele orientale păgâne, dar și creștinismul, se folosesc de simboluri și mituri pentru a anima atât trăirile sentimentului religios, cât și credința adoratorilor într-o posibilă comuniune cu Divinitatea. Vom vedea că atât păgânismul, cât și creștinismul vor folosi aceleași simboluri, dar cu funcții și semnificatii specifice fiecărui cult în parte. Pentru apologeții creștini, mari apărători ai creștinismului, (Sf. Iustin Martirul și Filosoful, Clement Alexandrinul, Tertulian, Origen) imaginile erau încărcate de semne și mesaje. Revelația pe care o aducea credința nu anula semnificațiile "primare"  ale imaginilor ; ea numai adăuga o nouă  valoare.

## Arborele cosmic sau Pomul vieții: simbolistica generală
Din multitudinea simbolurilor creștinismului timpuriu, prezente în operele apologeților creștini voi analiza Arborele cosmic-Pomul vieții. Este unul dintre cele mai bogate și mai răspândite simboluri. Mircea Eliade distingea șapte interpretări principale pe care, de altfel, nu le considera exhaustive, dar care se articulează toate în jurul ideii de Cosmos viu, în veșnică regenerare.  Simbol al vieții în contiună evoluție, în ascensiune spre cer, arborele evocă întreg simbolismul, iar în cazul de față, al moralității iudeo-creștine. Pe de altă parte, el slujește drept simbol pentru caracterul ciclic al evoluției cosmice: moarte și regenerare, înlesnește comuniunea între cele trei niveluri ale cosmosului: cel subteran, prin rădăcini; suprafața pământului, prin trunchi și crengile de jos ; înaltul, prin ramurile dinspre vârf.
Avându-și rădăcinile înfipte în pământ și crengile înălțate spre cer, arborele este socotit ca un simbol al raporturilor ce se stabilesc între pământ și cer. În acest sens, el are caracterul unui centru. Mai mult decât atât, acest arbore central care, prin prezența și puterea lui, acoperă întreg domeniul gândirii de la cosmos până la om, este în mod necesar și arbore al vieții. Pomul vieții are drept sevă roua cerească, iar fructele lui inaccesibile muritorilor, transmit o mică parte din nemurire. Așa fac fructele pomului vieții din grădina Raiului care sunt 12 la număr.

## Arborele cosmic în tradiția creștină: Crucea Răstignirii
Arborele vieții își are originea în neoliticul Vechii Europe. Simbolul "V" al Marii Zeițe, bucraniul-uter și pieptenele-perie, trei simboluri de regenerare, au fost grupate pentru o amplificare a semnificației sacre, într-o anumită ordine care s-a păstrat de-a lungul timpului. Reprezentarea arborelui vieții în această alcătuire o regăsim pe statuetele antropomorfe feminine descoperite în necropolele aparținând culturii de epoca bronzului Gârla Mare, în județul Mehedinți, dar și în Bulgaria, la Orsoia, Montana, iar un arbore al vieții similar este incizat pe inelul getic descoperit în necropola de la Seimeni. Biserica creștina le-a preluat și le-a reinterpretat simbolul în concordanța cu ambițiile ei doctrinale. În tradiția creștină arborele cosmic este Crucea Răstignirii lui Iisus Hristos. Crucea, lucrată din lemnul arborelui binelui și răului, se substitue arborelui cosmic. Pomul vieții este asociat cu manifestarea divină. Aceasta întrucât se observă o reluare de simboluri între arborele primului legământ (pomul vieții) despre care vorbește Facerea, și arborele crucii, sau arborele noului legământ, care mântuiește omul. Isus însuși este Pomul Vieții, leacul bolii păcatului și morții.
La începutul Facerii este descrisă creația lumii vegetale: "Și a făcut Domnul Dumnezeu să răsară din pământ tot soiul de pomi plăcuți la vedere și cu roade bune de mâncat; iar în mijlocul Raiului era pomul vieții și pomul cunoașterii binelui și răului".  Cunoașterea îi aparține divinității, făcând obiectivul unei interdicții divine. Din lipsă de discernământ omul încalcă interdicția divină, culegând fructul oprit. El își descoperă noua condiție: este vulnerabil, gol, sortit suferinței și morții. Este alungat din Rai, luat de lângă pomul vieții, care este copacul nemuririi. Legământul cu veșnicia este încălcat, iar legătura este restabilită odată cu venirea Fiului în lume, pentru a elibera omul de păcat. Acesta sădește Biserica universală, după ce a pătimit pe cruce, a murit și a înviat.
Astfel, crucea, înălțată pe un munte - Golgota -, în centrul lumii, reia în totalitate străvechea imagine a arborelui cosmic sau al lumii. De altfel în iconografia creștină apare frecvent imaginea crucii cu frunze sau a arborelui-Cruce, unde regăsim în despărțirea primelor două ramuri simbolistica furcii și a reprezentării ei grafice (litera "Y") sau a unicului și a dualului.
De remarcat e că Însuși Hristos devine prin metonimie arbore a lumii, axă a lumii, scară.

## Simbolul "sădirii" în literatura iudeo-creștină
O trăsătură remarcabilă a literaturii iudeo-creștine e locul pe care îl ocupă în cadrul acesteia Biserica. Biserica lui Hristos este văzută ca "sădire". Tema sădirii este prezentă atât în Vechiul Testament cât și în Noul Testament. Astfel, în scrierea apocrifă Înălțarea lui Isaia este vorba de "plantația care o vor fi plantat cei 12 Apostoli ai Prea-Iubitului" (IV,3). Ignatie din Antiohia (zis "Teoforul") prezintă de două ori cuvântul "sădire": "îndepărtați-vă de buruieni pe care nu le cultivă Iisus Hristos pentru că ele nu sunt sădite de Tatăl" (Filadelfieni III, 4); "fugiți de plantele rele parazite ; ele poartă un fruct care aduce moartea; acestea nu sunt sădite de Tatăl" (Tralieni IX, 1). Odele lui Solomon prezintă texte semnificative: "Fericiți, Doamne, cei ce sunt sădiți în pământul tău și pentru care este un loc în raiul tău", căci, "temeliile mele au fost puse în mâna Domnului căci El este Cel care m-a sădit. El a pus rădăcina, a întărit-o ... și fructele Sale există în vecii vecilor... Dar Domnului îi revine slava sădirii și culturii Sale, a frumoasei sădiri a dreptei Sale, a frumuseții sădirii Sale" (XXXVIII,17-21).
Toate aceste texte evocă același simbol subiacent. Sădirea desemnează realitatea colectivă: ea este sădită de Dumnezeu; ea cuprinde plante numeroase; ea umple Raiul. Aceasta sădire reprezintă Biserica alcătuită din numeroase răsaduri. Aceste răsaduri sunt fiecare un individ. Sădirea lor în Rai corespunde Botezului. Ea îi face membri ai Bisericii. Această sădire este, în grade diferite opera Tatălui, a Domnului, a Apostolilor. Sădirii Tatălui i se opun buruienile, pe care Tatăl nu le-a sădit. Este vorba de tema catehezei iudeo-creștine, moștenită din cateheza evreiască care apare deopotrivă în iudeo-creștinismul ortodox ca și în cel heterodox.
Această temă este prezentă în opera apologeților greci și latini. La Tertullian sădirea desemnează realitatea colectivă. Ea este sădită de Dumnezeu și cuprinde mlădițele numeroase care sunt din belșug în tot Raiul: "profită de ocazia fericirii nebănuite căci tu, care nu ești în fața lui Dumnezeu decât o <picătură mică dintr-un vas, un grăunte de pulbere dintr-o arie, o ulcică în mâna olarului> poți deveni acel arbore <care se plantează la marginea apelor și, cu frunze neveștejite, rodește la vremea sa>, care nu va vedea nici focul nici securea". Aceeași idee este prezentă la Clement Alexandrinul, apoi la Origen, Ciprian al Cartaginei și la alți apologeți.
Textele menționate aduc în actualitate imaginea pomului fiind însoțită de simbolistica butucului, a mlădițelor și vlăstarelor, putem considera că tema "sădirii" pentru a simboliza Biserica lui Hristos se leagă de cateheza baptismală iudeo-creștină ea însăși inspirată din cateheza evreiască. În creștinismul ulterior tema va interfera cu alte elemente, cum ar fi cea a grădinii, a paradisului pe care am întâlnit-o deja. Biserica este paradisul lui Dumnzeu alcătuită din copaci care sunt creștinii sădiți prin botez.

## Interferențe simbolice
Tema lui Hristos ca pom al vieții interferează cu cea a arborelui care întruchipează comunitatea creștinilor. Ambele sunt întâlnite frecvent la Tertulian, Clement Alexandrinul, Origen, Iustin Martirul și Filosoful, Hermas și alții.
Astfel, Iustin Martirul și Filosoful spune că: "Acesta pe care Scripturile Îl arată că după răstignire va veni iarăși plin de slavă, a avut ca simbol pomul vieții care se zice că fusese plantat în Rai"; iar în altă parte: "și va fi întocmai ca un arbore plantat la marginea apelor, care își va da roada sa și frunza sa nu va cădea și toate câte va face îi vor prospera lui".
Iar Clement Alexandrinul spune că: "astfel Moise alegorizând priceperea dumnezeiască a numit-o <pomul vieții> care a fost sădit în paradis; acest paradis poate fi și lumea în care au fost sădite toate cele ce au fost create".
La Hermas creștinii sunt asemenea arborilor : "arborii aceștia, pe care îi vezi, sunt locuitorii acestei lumi (...); în lumea aceasta nu se pot cunoaște nici drepții, nici păcătoșii, ci sunt asemenea unii cu alții. Precum, adică iarna, arborii sunt la fel, deoarece le-au căzut frunzele și nu se pot cunoaște care sunt uscați și care sunt verzi, tot astfel nu se pot cunoaște în veacul acesta nici drepții nici păcătoșii ci toți sunt la fel". De aceea, "pomii care înmuguresc sunt drepții care au să locuiască în veacul viitor, căci veacul ce va să fie, este vară pentru cei drepți, iar pentru cei păcătoși iarnă (...); căci, precum vara se arată în chip lămurit roadele fiecărui pom și se cunosc ce fel sunt, astfel și roadele celor drepți vor fi date pe față și toate vor fi aflate bune în veacul acela". 
Așadar, din cele prezentate până aici vedem interferența celor trei teme ale sădirii ca pe un simbol al Bisericii, al pomului, ca figură a celui botezat, al Pomului vieții ca figură a lui Hristos. Dar toate acestea aparțin aceluiași ansamblu simbolic care se întoarce la iudaismul precreștin și la iudeo-creștinism.

## Motivul Pomului vieții pe monumente funerare din partea dobrogeană a Moesiei Inferior
După ce am precizat semnificațiile atribuite de apologeții greci și latini din mediul greco-roman și iudeo-creștin, în continuare vom analiza monumentele din partea dobrogeană a Moesiei Inferior care au reprezentate motivul "Pomului vieții".
Din acest teritoriu provin șapte astfel de monumente, toate funerare, dintre care cinci de la Tomis, iar două de la Capidava. Șase dintre acestea sunt scrise pe monumente de marmură și una singură pe calcar. În ceea ce privește limba inscripțiilor, patru sunt în limba greacă, iar celelalte trei în limba latină. Din punct de vedere cronologic cea mai timpurie provine de la Tomis și datează din secolul I d.Hr., iar cinci sunt datate la sfârșitul veacului al II-lea d.Hr. și începutul celui următor, iar la una dintre ele cronologia este incertă.
Stelele descoperite în Moesia Inferior pun în valoare din punct de vedere plastic și cultural un personaj călare numit "erou" sau "Cavalerul Trac". Acest Cavaler Trac apare reprezentat când la pas, când la galop, singur sau însoțit de alte personaje, divinități, adoratori sau animale. Cavalerul îndeplinește diferite acțiuni într-un spațiu în care apar, de regulă, un altar și pomul pe care se încolăcește un șarpe. Îl vedem, de asemenea, cu hlamida în vânt, că se avântă cu o lance să vâneze mistrețul. De obicei, este însoțit de un câine. Originea tracică a acestui cavaler, de presupus un zeu chtonic, aniconic, sau în curs de antromorfizare este discutată, dar s-a precizat că tipul plastic este de origine greco-elenistică. Cavalerul care s-a bucurat de o devoțiune specială încă din epoca elenistică are o zeitate protectoare, prin excelență, atotputernică, simbol al nemuririi și al victoriei forțelor binelui asupra celor ale răului și morții, considerat de credincioșii epocii romane dominus (lat. "stăpân"), aeternus(lat. "veșnic"), sanctus (lat. "sfânt"), invictus (lat. "neînvins"), ktistes (gr. "întemeietor"); așadar atribute și epitete întâlnite mai apoi și în doctrina creștină, care au putut facilita adoratorilor înțelegerea acesteia din urmă.
Calul considerat animal solar, apare ca un simbol al imortalității; el evocă apoteoza defunctului, eroizarea lui. Aceasta este una dintre explicațiile frecvenței reprezentării cavalerului pe altarele funerare. Credința în nemurire, în viața de apoi, putea fi eventual înfățișată și prin lupta călărețului împotriva animalului.
De remarcat este că șarpele ne face să ne gândim la un zeu vindecător, iar arborele, căruia îi este juxtapus altarul de sacrificiu, pare a fi de asemenea sacralizat de reptilă ca un arbore al vieții având o conotație biblică.
Pomul spre care se îndreaptă cavalerul, imagine a arborelui cosmic sau a copacului ca axă verticală a lumii, simbolizează în tradiția creștină crucea răstignirii lui Iisus Hristos; cu alte cuvinte crucea făcută din lemnul pomului cunoștinței binelui și răului este identificată sau se substitue Arborelui cosmic ca axă ce unește lumea terestră de cea celestă. Ea este descrisă ca un arbore veșnic ce stă în mijlocul cerului și al pământului sprijinind cu tărie universul; este arborele vieții plantat pe Golgota pentru a desăvârși actul esențial al noii Teologii: prin moarte mântuirea omenirii, biruința vieții asupra morții și a păcatului, câștigarea nemuririi.
Așadar, cultul cavalerului, prin conținutul lui teologic și iconografic, a vehiculat idei și valori inclusiv privitoare la valorile vieții apropiate sau compatibile cu doctrina creștină, făcând posibilă înțelegerea și însușirea mai rapidă a acesteia de către populația locală.
În ultimă instanță, comuniunea ideilor și simbolurilor a reprezintă, după cum am văzut, un aspect esențial al așa-numitei praeparatio evangelica. Punerea în discuție a acestor imagini-simbol evidențiază moștenirea spiritualității păgâne și contribuția culturii antice la formarea intelectuală și spirituală a creștinismului.